# Soga no Emishi
Soga no Emishi (蘇我 蝦夷 (Tô Ngã Hà Di) 587 –11 tháng 7, 645) là một chính khách nổi tiếng trong triều đình Nhật Bản vào thời kỳ Yamato. Ông còn được hậu thế nhắc đến bằng những cái tên Emishi (毛人 (Mao Nhân)) và Toyora no Ōomi (豊浦大臣 (Phong Phố Đại Thần)). Sau cái chết của người cha là Soga no Umako, Emishi đã kế thừa chức quan từ cha mình, tức chức quan Ōomi.
Theo Nhật Bản Thư kỷ, Emishi đã gây ảnh hưởng trong triều đình từ cuối triều đại của Thiên hoàng Suiko đến thời kỳ của Thiên hoàng Kōgyoku,. Sau khi Thiên hoàng Suiko qua đời, Emishi đã thành công đưa Hoàng tử Tamura lên ngôi, tức Thiên hoàng Jomei sau này bằng cách viện dẫn di ngôn của Thiên hoàng Suiko. Trước đó, Hoàng tử Tamura có đối thủ kế thừa ngai vị là Hoàng tử Yamashiro, song Emishi đã sát hại chú của Yamashiro là Sakaibe no Marise, cũng là người đã đề cử ứng của viên yêu thích của mình Oe no Ou. Về sau nhờ sự phân định của Thiên hoàng Jomei, Emishi đã ủng hộ Thiên hoàng Kōgyoku .
Con gái của ông, Soga no Tetsuki no Iratsume là vợ của Thiên hoàng Jomei và sinh cho Thiên hoàng một cô con gái là Công chúa Yata.
Vào năm 645, Emishi đã tự sát sau khi con trai Iruka của ông bị sát hại trước mặt Thiên hoàng.